# Odile Arboles-Souchon
Odile Arboles-Souchon est une plongeuse française née le 23 janvier 1975 à Madrid.

## Biographie
Elle commence le plongeon à l'âge de six ans, alors qu'elle est en Espagne, le pays de son père. Elle rejoint Lyon à huit ans et intègre l'INSEP à Paris à l'âge de 16 ans.
Elle est médaillée d'argent au plongeon synchronisé de haut-vol à 10 mètres aux Championnats d'Europe de natation 1997 et médaillée de bronze de la même épreuve aux Championnats d'Europe de natation 1999 avec Julie Danaux. Le duo est également médaillé d'argent de la Coupe du monde de plongeon en 2000.
Aux Jeux olympiques d'été de 2000 à Sydney, elle termine 23e du plongeon en plateforme à 10 mètres et septième en plongeon synchronisé à 10 mètres  avec Julie Danaux. Elle met un terme à sa carrière à la suite de ces Jeux.
Elle se lance ensuite dans une carrière dans l'audiovisuel ; elle était déjà en 1997 employée dans l'équipe audiovisuelle du Conseil général du Val-de-Marne et devient ensuite consultante pour L'Equipe TV et Eurosport. Elle double Cécile de France pour le film "Un secret".
Elle est désormais réalisatrice de la société de production Midi Prod, qu'elle a créée avec son mari Patrice Hauser.